# 考那斯舊立陶宛總統府

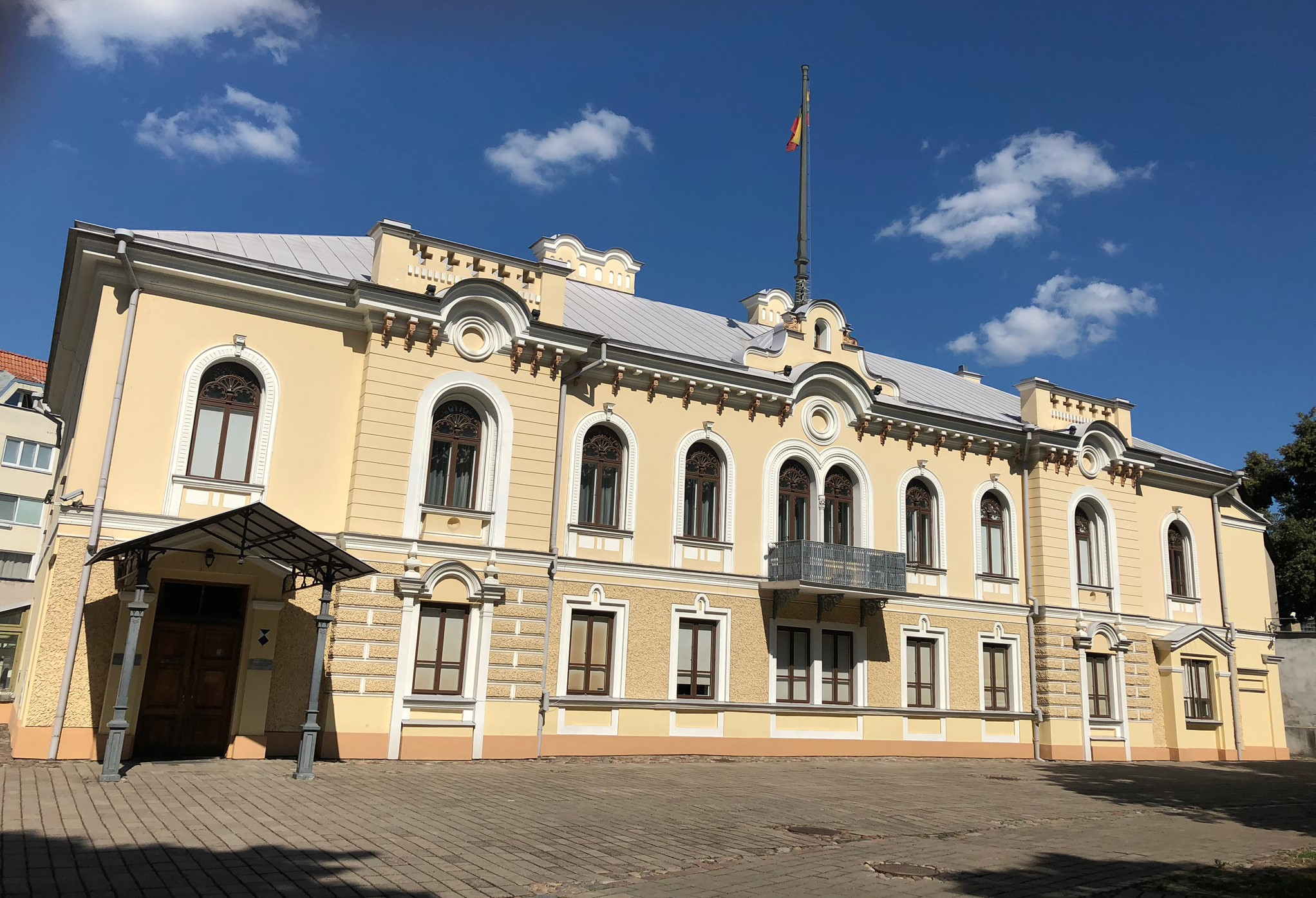
考那斯舊立陶宛總統府

舊總統府是一座位於立陶宛考那斯舊城區的新巴洛克建築物，在戰間期作為總統府使用。今天它是MK丘利奥尼斯國家藝術博物館的一個分館。

## 外部連結
- The Historical Presidential Palace homepage （页面存档备份，存于）

54°53′51″N 23°53′50″E / 54.89750°N 23.89722°E